# Paul Deschanel
Paul Deschanel (13. únor 1855, Schaerbeek, Brusel – 28. duben 1922, Paříž) byl francouzský politik a prezident, žurnalista a spisovatel.

## Život
V roce 1892 byl členem parlamentního vyšetřovacího výboru, který vyšetřoval korupční skandál,  tzv.panamskou aféru. V červnu 1898 byl zvolen za předsedu francouzské poslanecké sněmovny.
V roce 1899 se stal jedním ze 40 členů Francouzské akademie.
Prezidentem byl jen od 18. února do 21. září 1920. Krátce po zvolení do úřadu u něj propukla závažná duševní porucha. Byl mj. několikrát viděn, jak se koupe v kašně a šplhá na stromy v zahradě Elysejského paláce. Dne 23. května 1920 vypadnul z okna vlaku. Nehodu přežil. Nakonec byl nucen ještě stejného roku rezignovat. Po tříměsíční léčbě v sanatoriu v Rueil-Malmaison byl v lednu 1921 těsně zvolen senátorem a tento úřad zastával až do své smrti o rok později. Pohřben je na hřbitově Montparnasse.

## Vyznamenání
- velkokříž Řádu svatého Mauricia a svatého Lazara – Italské království, 1920
- rytíř Řádu zvěstování – Italské království, 1920
- velkokříž Řádu italské koruny – Italské království, 1920
- rytíř Řádu Serafínů – Švédsko, 18. dubna 1920
- velkokříž Řádu svatého Jakuba od meče – Portugalsko, 23. srpna 1920[4]
- velkokříž Řádu čestné legie – Francie
- velkokříž Královského řádu Kambodže – Kambodža
- velkostuha Řádu annámského draka – Vietnam

## Dílo
Mezi jeho hlavní díla patří:
- Orateurs et hommes d'état – Frédéric II – M. de Bismarck – Fox et Pitt – Lord Grey – Talleyrand – Berryer – Gladstone, Calmann Lévy, Paris, 1889
- Figures de femmes (1889)
- La Décentralisation (1895)
- La Question sociale (1898)